# Lueckelia breviloba
Lueckelia breviloba – gatunek roślin z monotypowego rodzaju Lueckelia z rodziny storczykowatych (Orchidaceae). Występuje w Ameryce Południowej w Boliwii, Brazylii, Peru.

## Systematyka
Gatunek sklasyfikowany do podplemienia Stanhopeinae w plemieniu Cymbidieae, podrodzina epidendronowe (Epidendroideae), rodzina storczykowate (Orchidaceae), rząd szparagowce (Asparagales) w obrębie roślin jednoliściennych.